# Damernas K-1 500 meter i kanotsport vid olympiska sommarspelen 2024
Damernas K-1 500 meter i sprint i kanotsport vid olympiska sommarspelen 2024 hölls den 7 och 10 augusti 2024 på Stade nautique de Vaires-sur-Marne i Vaires-sur-Marne i Frankrike.
I namnet K-1 500 meter står K för engelska kayak, på svenska kajak, 1 är anatalet kanotister i båten (enmanakajak) och 500 meter är längden på banan. Det var 20:e gången grenen damernas K-1 500 meter (eng: Kayak Single 500m) i kanotsprint fanns med i OS efter att ha introducerats i London 1948. Tävlingen innehöll 40 båtar och formatet var så att den hade fyra omgångar: kvalheat, kvartsfinal, semifinal och final. Första omgången innehöll sex kvalheats med sju eller sex båtar i varje lopp. De två bästa kanotisterna i varje lopp gick direkt till semifinal, medan resten gick vidare till kvartsfinal.
Kvartsfinalen innehöll fyra lopp med sex till åtta båtar i dem och de fem bästa kanotisterna från varje lopp gick vidare till semifinal och resten eliminerades. Semifinalen innehöll fyra lopp med åtta båtar i varje. De två bästa kanotisterna i varje lopp gick vidare till A-finalen medan de på platserna 3-4 gick till B-finalen och de på platserna 5-6 gick till C-finalen. I A-finalen avgjordes placeringarna 1-8, i B-finalen 9-16 och i C-finalen 17-24.
Pallen såg ut som fyra år tidigare i Tokyo. Guldet gick till nya zeeländskan Lisa Carrington, silvret till ungerskan Tamara Csipes och bronset till danskan Emma Jørgensen.

## Program
Alla tider är centraleuropeisk sommartid (UTC+2):
| Datum           | Tid         | Omgång                  |
| --------------- | ----------- | ----------------------- |
| 7 augusti 2024  | 9:30 13:30  | Kvalheats Kvartsfinaler |
| 10 augusti 2024 | 10:30 12:40 | Semifinaler Finaler     |

## Resultat

### Heats
De två högst placerade i varje lopp gick direkt till semifinal (SF). Alla andra gick vidare till kvartsfinal (QF).
| Plac. | Bana | Kanotist        | Nation        | Tid     | Anm. |
| ----- | ---- | --------------- | ------------- | ------- | ---- |
| 1     | 5    | Aimee Fisher    | Nya Zeeland   | 1:49,16 | SF   |
| 2     | 6    | Brenda Rojas    | Argentina     | 1:52,68 | SF   |
| 3     | 4    | Yoana Georgieva | Bulgarien     | 1:55,76 | QF   |
| 4     | 8    | Ruth Vorsselman | Nederländerna | 1:56,88 | QF   |
| 5     | 7    | Enja Rößeling   | Tyskland      | 1:56,88 | QF   |
| 6     | 2    | Hedda Øristland | Norge         | 1:58,05 | QF   |
| 7     | 3    | Samaa Ahmed     | Egypten       | 2:18,52 | QF   |

| Plac. | Bana | Kanotist            | Nation            | Tid     | Anm. |
| ----- | ---- | ------------------- | ----------------- | ------- | ---- |
| 1     | 2    | Alida Dóra Gazsó    | Ungern            | 1:50,78 | SF   |
| 2     | 5    | Alyce Wood          | Australien        | 1:51,39 | SF   |
| 3     | 4    | Melina Andersson    | Sverige           | 1:51,84 | QF   |
| 4     | 6    | Yin Mengdie         | Kina              | 1:52,29 | QF   |
| 5     | 8    | Lize Broekx         | Belgien           | 1:52,32 | QF   |
| 6     | 3    | Estefanía Fernández | Spanien           | 1:54,74 | QF   |
| 7     | 7    | Saman Soltani       | Flyktingidrottare | 2:02,19 | QF   |

| Plac. | Bana | Kanotist              | Nation    | Tid     | Anm. |
| ----- | ---- | --------------------- | --------- | ------- | ---- |
| 1     | 2    | Wang Nan              | Kina      | 1:51,28 | SF   |
| 2     | 4    | Hermien Peters        | Belgien   | 1:51,46 | SF   |
| 3     | 8    | Dominika Putto        | Polen     | 1:52,49 | QF   |
| 4     | 5    | Anamaria Govorčinović | Kroatien  | 1:55,51 | QF   |
| 5     | 6    | Manon Hostens         | Frankrike | 1:57,13 | QF   |
| 6     | 3    | Beatriz Briones       | Mexiko    | 1:58,10 | QF   |
| 7     | 7    | Raina Taitingfong     | Guam      | 2:29,66 | QF   |

| Plac. | Bana | Kanotist          | Nation    | Tid     | Anm. |
| ----- | ---- | ----------------- | --------- | ------- | ---- |
| 1     | 2    | Linnea Stensils   | Sverige   | 1:50,16 | SF   |
| 2     | 5    | Milica Novaković  | Serbien   | 1:50,37 | SF   |
| 3     | 4    | Anežka Paloudová  | Tjeckien  | 1:51,90 | QF   |
| 4     | 3    | Mariya Povkh      | Ukraina   | 1:54,13 | QF   |
| 5     | 6    | Ana Paula Vergutz | Brasilien | 1:54,98 | QF   |
| 6     | 8    | Karina Alanís     | Mexiko    | 1:56,30 | QF   |
| 7     | 7    | Samalulu Clifton  | Samoa     | 2:01,12 | QF   |

| Plac. | Bana | Kanotist          | Nation        | Tid     | Anm. |
| ----- | ---- | ----------------- | ------------- | ------- | ---- |
| 1     | 2    | Lisa Carrington   | Nya Zeeland   | 1:48,51 | SF   |
| 2     | 3    | Selma Konjin      | Nederländerna | 1:49,28 | SF   |
| 3     | 5    | Michelle Russell  | Kanada        | 1:51,00 | QF   |
| 4     | 7    | Begoña Lazkano    | Spanien       | 1:55.54 | QF   |
| 5     | 4    | Esti Olivier      | Sydafrika     | 1:55,98 | QF   |
| 6     | 6    | Ekaterina Shubina | Uzbekistan    | 1:58,37 | QF   |

| Plac. | Bana | Kanotist       | Nation    | Tid     | Anm. |
| ----- | ---- | -------------- | --------- | ------- | ---- |
| 1     | 4    | Tamara Csipes  | Ungern    | 1:50,21 | SF   |
| 2     | 5    | Emma Jørgensen | Danmark   | 1:50,93 | SF   |
| 3     | 6    | Teresa Portela | Portugal  | 1:51,03 | QF   |
| 4     | 2    | Riley Melanson | Kanada    | 1:54,11 | QF   |
| 5     | 3    | Stephenie Chen | Singapore | 1:58,52 | QF   |
| 6     | 7    | Tiffany Koch   | Sydafrika | 2:02,76 | QF   |

### Kvartsfinaler
De fem bästa i varje lopp gick vidare till semifinal (SF) och alla andra eliminerades.
| Plac. | Bana | Kanotist              | Nation     | Tid     | Anm. |
| ----- | ---- | --------------------- | ---------- | ------- | ---- |
| 1     | 3    | Lize Broekx           | Belgien    | 1:49,78 | SF   |
| 2     | 4    | Michelle Russell      | Kanada     | 1:49,78 | SF   |
| 3     | 5    | Yoana Georgieva       | Bulgarien  | 1:51,74 | SF   |
| 4     | 6    | Anamaria Govorčinović | Kroatien   | 1:52,92 | SF   |
| 5     | 7    | Stephenie Chen        | Singapore  | 1:53,88 | SF   |
| 6     | 8    | Ekaterina Shubina     | Uzbekistan | 1:54,63 |      |
| 7     | 2    | Hedda Øristland       | Norge      | 1:56.24 |      |
| 8     | 1    | Samalulu Clifton      | Samoa      | 1:59.64 |      |

| Plac. | Bana | Kanotist            | Nation    | Tid     | Anm. |
| ----- | ---- | ------------------- | --------- | ------- | ---- |
| 1     | 5    | Melina Andersson    | Sverige   | 1:49,21 | SF   |
| 2     | 7    | Estefanía Fernández | Spanien   | 1:51.24 | SF   |
| 3     | 6    | Mariya Povkh        | Ukraina   | 1:52,09 | SF   |
| 4     | 4    | Teresa Portela      | Portugal  | 1:52,40 | SF   |
| 5     | 3    | Manon Hostens       | Frankrike | 1:52.82 | SF   |
| 6     | 2    | Tiffany Koch        | Sydafrika | 1:56,81 |      |
| 7     | 8    | Samaa Ahmed         | Egypten   | 2:14,39 |      |

| Plac. | Bana | Kanotist          | Nation            | Tid      | Anm. |
| ----- | ---- | ----------------- | ----------------- | -------- | ---- |
| 1     | 4    | Domniika Putto    | Polen             | 1:49,268 | SF   |
| 2     | 5    | Ruth Vorsselman   | Nederländerna     | 1:52,35  | SF   |
| 3     | 2    | Beatriz Briones   | Mexiko            | 1:53,05  | SF   |
| 4     | 3    | Begoña Lazkano    | Spanien           | 1:53,83  | SF   |
| 5     | 6    | Ana Paula Vergutz | Brasilien         | 1:56.09  | SF   |
| 6     | 7    | Saman Soltani     | Flyktingidrottare | 2:01,43  |      |

| Plac. | Bana | Kanotist          | Nation    | Tid     | Anm. |
| ----- | ---- | ----------------- | --------- | ------- | ---- |
| 1     | 4    | Anežka Paloudová  | Tjeckien  | 1:49,43 | SF   |
| 2     | 5    | Yin Mengdie       | Kina      | 1:49,74 | SF   |
| 3     | 3    | Riley Melanson    | Kanada    | 1:50,16 | SF   |
| 4     | 6    | Enja Rößeling     | Tyskland  | 1:52,74 | SF   |
| 5     | 7    | Karina Alanís     | Mexiko    | 1:52,86 | SF   |
| 6     | 2    | Esti Olivier      | Sydafrika | 1:53,21 |      |
| 7     | 1    | Raina Taitingfong | Guam      | 2:27,03 |      |

### Semifinaler
De två första i varje lopp avancerade till A-finalen (FA), 3-4 placerade gick till B-finalen (FB), 5-6 till C-final (FC) och resten eliminerades.
| Plac. | Bana | Kanotist            | Nation      | Tid     | Anm. |
| ----- | ---- | ------------------- | ----------- | ------- | ---- |
| 1     | 5    | Aimee Fisher        | Nya Zeeland | 1:49,54 | FA   |
| 2     | 4    | Wang Nan            | Kina        | 1:50,96 | FA   |
| 3     | 3    | Alyce Wood          | Australien  | 1:51,99 | FB   |
| 4     | 6    | Lize Broekx         | Belgien     | 1:52,84 | FB   |
| 5     | 7    | Beatriz Briones     | Mexiko      | 1:53.86 | FC   |
| 6     | 8    | Stephenie Chen      | Singapore   | 1:55,15 | FC   |
| 7     | 2    | Estefanía Fernández | Spanien     | 1:56,20 |      |
| 8     | 1    | Enja Rößeling       | Tyskland    | 1:57,22 |      |

| Plac. | Bana | Kanotist              | Nation        | Tid     | Anm. |
| ----- | ---- | --------------------- | ------------- | ------- | ---- |
| 1     | 5    | Lisa Carrington       | Nya Zeeland   | 1:48.10 | FA   |
| 2     | 3    | Emma Jørgensen        | Danmark       | 1:49,59 | FA   |
| 3     | 4    | Milica Novaković      | Serbien       | 1:50,41 | FB   |
| 4     | 6    | Melina Andersson      | Sverige       | 1:50,79 | FB   |
| 5     | 8    | Manon Hostens         | Frankrike     | 1:51,36 | FC   |
| 6     | 7    | Riley Melanson        | Kanada        | 1:52,99 | FC   |
| 7     | 1    | Anamaria Govorčinović | Kroatien      | 1:53,13 |      |
| 8     | 2    | Ruth Vorsselman       | Nederländerna | 1:54,91 |      |

| Plac. | Bana | Kanotist          | Nation    | Tid     | Anm. |
| ----- | ---- | ----------------- | --------- | ------- | ---- |
| 1     | 5    | Alida Dóra Gazsó  | Ungern    | 1:49,76 | FA   |
| 2     | 3    | Hermien Peters    | Belgien   | 1:49,87 | FA   |
| 3     | 1    | Teresa Portela    | Portugal  | 1:50,28 | FB   |
| 4     | 2    | Yin Mengdie       | Kina      | 1:50,52 | FB   |
| 5     | 6    | Domniika Putto    | Polen     | 1:51,43 | FC   |
| 6     | 4    | Brenda Rojas      | Argentina | 1:53,35 | FC   |
| 7     | 7    | Yoana Georgieva   | Bulgarien | 1:54,02 |      |
| 8     | 8    | Ana Paula Vergutz | Brasilien | 1:54,19 |      |

| Plac. | Bana | Kanotist         | Nation        | Tid     | Anm. |
| ----- | ---- | ---------------- | ------------- | ------- | ---- |
| 1     | 4    | Tamara Csipes    | Ungern        | 1:48,72 | FA   |
| 2     | 2    | Michelle Russell | Kanada        | 1:50,28 | FA   |
| 3     | 5    | Linnea Stensils  | Sverige       | 1:50,75 | FB   |
| 4     | 6    | Anežka Paloudová | Tjeckien      | 1:51,47 | FB   |
| 5     | 3    | Selma Konijn     | Nederländerna | 1:52,50 | FC   |
| 6     | 7    | Mariya Povkh     | Ukraina       | 1:52,51 | FC   |
| 7     | 1    | Begoña Lazkano   | Spanien       | 1:52,87 |      |
| 8     | 8    | Karina Alanís    | Mexiko        | 1:53,83 |      |

### Finaler
I A-finalen avgjordes placeringarna 1-8, i B-finalen 9-16 och i C-finalen 17-24.
| Plac. | Bana | Kanotist         | Nation      | Tid     | Anm. |
| ----- | ---- | ---------------- | ----------- | ------- | ---- |
| 1     | 6    | Lisa Carrington  | Nya Zeeland | 1:47,36 | OR   |
| 2     | 3    | Tamara Csipes    | Ungern      | 1:48,44 |      |
| 3     | 7    | Emma Jørgensen   | Danmark     | 1:49,76 |      |
| 4     | 5    | Aimee Fisher     | Nya Zeeland | 1:49,91 |      |
| 5     | 2    | Wang Nan         | Kina        | 1:50!89 |      |
| 6     | 4    | Alida Dóra Gazsó | Ungern      | 1:51.19 |      |
| 7     | 1    | Hermien Peters   | Belgien     | 1:52,26 |      |
| 8     | 8    | Michelle Russell | Kanada      | 1:53,83 |      |

| Plac. | Bana | Kanotist         | Nation     | Tid     | Anm. |
| ----- | ---- | ---------------- | ---------- | ------- | ---- |
| 1     | 6    | Milica Novaković | Serbien    | 1:51,55 |      |
| 2     | 4    | Teresa Portela   | Portugal   | 1:52,38 |      |
| 3     | 3    | Linnea Stensils  | Sverige    | 1:52,59 |      |
| 4     | 7    | Melina Andersson | Sverige    | 1:52,65 |      |
| 5     | 1    | Yin Mengdie      | Kina       | 1:53,25 |      |
| 6     | 2    | Lize Broekx      | Belgien    | 1:53,67 |      |
| 7     | 8    | Anežka Paloudová | Tjeckien   | 1:54,31 |      |
| 8     | 5    | Alyce Wood       | Australien | 1:55,04 |      |

| Plac. | Bana | Kanotist        | Nation        | Tid     | Anm. |
| ----- | ---- | --------------- | ------------- | ------- | ---- |
| 1     | 3    | Selma Konijn    | Nederländerna | 1:50,56 |      |
| 2     | 4    | Domniika Putto  | Polen         | 1:52,85 |      |
| 3     | 6    | Manon Hostens   | Frankrike     | 1:53,10 |      |
| 4     | 1    | Brenda Rojas    | Argentina     | 1:53,88 |      |
| 5     | 5    | Beatriz Briones | Mexiko        | 1:54,53 |      |
| 6     | 7    | Riley Melanson  | Kanada        | 1:56,36 |      |
| 7     | 2    | Stephenie Chen  | Singapore     | 1:56,55 |      |
| 8     | 8    | Mariya Povkh    | Ukraina       | 2:00,94 |      |

1. ↑  OR: olympiskt rekord, även kallad olympiskt bästa (OB) inom kanotsport.